# Дмитриева, Галина Ивановна
Галина Ивановна Дмитриева (род. 8 мая 1951, город Николаев Николаевской области) — советская деятельница, бригадир намоточников Николаевского механического завода. Депутат Верховного Совета УССР 11-го созыва.

## Биография
Образование среднее специальное.
С 1968 г. — бригадир намоточников Николаевского механического завода.
Член КПСС с 1972 года.
Проживает в городе Николаев Николаевской области.

## Награды
- лауреат Государственной премии СССР